# Ruta A386
La A386 es una ruta principal en Devon, Inglaterra. Va desde Plymouth en la costa sur hasta Appledore en la costa norte.
La carretera comienza en el centro de Plymouth y forma Tavistock Road, la ruta principal que sale de la ciudad hacia el norte. Cruza una sección de Dartmoor a Yelverton y Tavistock . La A386 luego se dirige hacia el noreste a través de la franja occidental de Dartmoor pasando el pueblo de Lydford hasta la A30 al oeste de Okehampton 
. Pasa al oeste de Okehampton para llegar a Hatherleigh, donde la carretera se une al valle del Río Torridge . Sigue el valle hasta Meeth, Merton, Great Torrington, Bideford y finalmente Appledore.

## Historia
La ruta ha cambiado poco desde su creación original en 1922. Originalmente terminaba en Bideford y se extendía hacia el norte primero hasta Northam y luego hasta Appledore en la antigua ruta de la B3236. La ruta originalmente pasaba por la ciudad de Okehampton. Aproximadamente en 1971 se realizó a su ruta actual en la ruta anterior de la B3219. En el norte de Plymouth, la carretera fue reconstruida en la década de 1970 para evitar el pueblo de Crownhill.